# Horna (musikgrupp)
Horna är ett finskt black metalband som grundades år 1994 i Villmanstrand.

## Medlemmar
Nuvarande medlemmar
- Shatraug (Ville Iisaki Pystynen) – gitarr, bakgrundssång (1994– ), keyboard (1997–1998), basgitarr (1999, 2002–2006)
- Infection (Mynni Luukainen) – basgitarr (2002–2008), gitarr, bakgrundssång (2008– )
- Spellgoth (Tuomas Rytkönen) – sång (2009– )
- LRH (Lauri Rytkönen) – trummor (2016– )
- VnoM (Ville Markkanen) – basgitarr (2018– )

Tidigare medlemmar
- Moredhel (Jyri Vahvanen) – gitarr (1994–1998), basgitarr (1999–2000)
- Gorthaur (Jarkko Heilimo) – trummor (1994–2003, 2005)
- Nazgul von Armageddon (Lauri Penttilä) – sång (1996–2001)
- Skratt – basgitarr, keyboard (1997–1998)
- Thanatos – basgitarr (1998), gitarr (1999–2000)
- Vrasjarn (Anssi Mäkinen) – basgitarr (2000–2001)
- A.T. Otava – gitarr (2000–2003)
- Corvus (Tapsa Kuusela) – sång (2002–2009)
- Saturnus – gitarr (2003–2007)
- Ravenum – trummor (?–?)
- Vainaja (Perttu Pakkanen) – trummor (2006–2016)
- Lord Sargofagian (Ossi Mäkinen) – trummor (2007)
- Hex Inferi (Mika Packalen) – basgitarr (2012–2018)

Turnerande medlemmar
- Thaukhnifur – basgitarr (1996)
- Qraken (Samuli Pesonen) – basgitarr (2008–2013)

## Diskografi
Studioalbum
- Poltettu Rehearsal (1994)
- Hiidentorni (1997)
- Kohti yhdeksän nousua (1998)
- Haudankylmyyden mailla (1999)
- Sudentaival (2001)
- Envaatnags Eflos Solf Esgantaavne (2005)
- Kun synkkä ikuisuus avautuu (2006)
- Ääniä yössä (2006)
- Sotahuuto (2007)
- Sanojesi äärelle (2008)
- Askel lähempänä Saatanaa (2013)
- Hengen tulet (2015)

Livealbum
- Black Metal Warfare (2004)
- Vihan tiellä (2009)
- Live Armageddon 1999-2000 (2016)

EP
- Varjoissa (1995)
- Kristuksentappo Treenit Rehearsal (1996)
- Perimä vihassa ja verikostossa (1999)
- Sota (1999)
- Korpin hetki (2002)
- Risti ja ruoska (2002)
- Viha ja viikate (2003)
- Talismaani (2004)
- Vuohipaimen (2004)
- Pimeyden hehku (2007)
- Herran edessä (2009)
- Adventus Satanae (2011)
- Kuolleiden kuu (2018)

Samlingsalbum
- Hiidentorni / Kohti Yhdeksän nousua / Perimä vihassa ja verikostossa / Ordo Regnum Sathanas (2000)
- Ordo Regnum Sathanas (2004)
- Musta kaipuu (2009)
- Kasteessa kirottu (2018)